# Dominic Hassler
Dominic Hassler (Lienz, Austria, 30 de marzo de 1981) es un futbolista austríaco. Juega de delantero y su equipo actual es el SK Sturm Graz de la Bundesliga de Austria.

## Clubes
| Club              | País    | Año       |
| ----------------- | ------- | --------- |
| Red Bull Salzburg | Austria | 2001-2003 |
| Grazer AK         | Austria | 2003-2005 |
| LASK Linz         | Austria | 2005-2006 |
| Grazer AK         | Austria | 2006-2007 |
| FC Gratkorn       | Austria | 2007-2009 |
| SK Sturm Graz     | Austria | 2009-     |